# Iridium (téléphonie par satellite)
Pour les articles homonymes, voir Iridium (homonymie).

Logo.

Iridium est un système de  téléphonie par satellite reposant sur une constellation de satellites circulant sur une orbite terrestre basse. 
Des ingénieurs de la société américaine Motorola créent Iridium en 1991 et lèvent des fonds permettant la réalisation du réseau terrestre ainsi que du segment spatial qui comprend environ 90 satellites (dont 66 actifs en 2018 ). Mais Iridium ne parvient pas à attirer suffisamment de clients et la société dépose son bilan en août 1999. La société est reprise en 2001 par un groupe d'investisseurs privés. En 2015, Iridium dispose d'un peu plus de 800 000 abonnés et réalise un chiffre d'affaires d'environ 400 millions US$. La constellation de satellites d'origine est progressivement remplacée, à partir de 2017, par des satellites Iridium Next.
Iridium est le seul système de téléphonie par satellite assurant une couverture de l'ensemble du globe y compris les latitudes hautes car les satellites circulent sur une orbite quasi polaire. Il permet de communiquer sur toute la Terre entre des terminaux mobiles, terrestres ou maritimes, et des fournisseurs d'accès aux réseaux de télécommunications terrestres. Des canaux de téléphonie (voix) et de données sont disponibles, à partir de terminaux portables ou fixes. Les principaux utilisateurs sont les professionnels des secteurs maritime, pétrolier, du transport aérien, employés des agences gouvernementales (dont les militaires), les chercheurs et les grands voyageurs (journalistes, navigateurs, organisateurs de rallyes ou d'expéditions, et les militaires). Les liaisons Machine to Machine représentent plus de la moitié des abonnés en 2015.

## Genèse
La conception d'un système de téléphones mobiles reposant sur une constellation de satellites de télécommunications circulant sur une orbite terrestre basse  est étudiée à compter de 1987 et proposée fin 1989 par des ingénieurs de la société américaine Motorola, à l'époque leader mondial des systèmes de télécommunications et en particulier de la téléphonie mobile. L'objectif est de fournir un système de téléphonie mobile dans des régions non couvertes par le GSM. En effet, celui-ci nécessite un réseau dense d'antennes terrestres, difficilement rentable dans les régions où le nombre d'utilisateurs est faible (zones rurales, déserts, régions montagneuses) et ne permet pas d'assurer une couverture océanique. Les systèmes de téléphonie par satellites s'appuyant sur des satellites géostationnaires ne couvrent pas les régions montagneuses et coûtent très cher à déployer. À l'époque, de nombreux projets de constellations en orbite basse similaires sont étudiés : la commission américaine chargée du contrôle des communications, la Federal Communications Commission, reçoit pas moins de 35 demandes d’agrément, dont seules trois seront implémentées (outre Iridium, Globalstar proposé par Loral et Orbcomm proposé par Orbital Science). Après une phase de mise au point des spécifications du système, Motorola crée la société Iridium LLC : celle-ci se propose d'investir 7 milliards US$ pour créer l’infrastructure terrestre et spatiale nécessaire. Le nom "Iridium" est choisi parce que 77, nombre prévu de satellites, est le numéro atomique de l'iridium.

## Principes de fonctionnement

Couverture assurée par la première génération des satellites Iridium.

Le système Iridium repose sur une constellation de satellites circulant à une altitude de 780 km sur une orbite quasi polaire et bouclant celle-ci en environ 100 minutes. Cette orbite permet de couvrir l'ensemble de la surface de la Terre et se situe en dessous des ceintures de Van Allen (environ 1 100 km d'altitude) qui pourraient affecter l'électronique. Les satellites sont distribués sur 6  plans orbitaux. Chaque satellite dispose de 48 antennes réseau à commande de phase réparties sur 3 panneaux inclinés par rapport à l'axe du satellite. Le faisceau de chaque antenne couvre une  surface au sol de 600 km de diamètre et permet de gérer 80 liaisons individuelles avec des terminaux (téléphones...). L'ensemble des antennes d'un satellite unique couvre un diamètre de 4 400 km soit à peu près la surface des États-Unis. Par ailleurs, chaque satellite — via des antennes orientables fonctionnant en bande Ka — est en liaison avec 2 satellites adjacents circulant sur le même plan orbital et deux satellites circulant sur les plans orbitaux voisins. L'utilisateur de ce système utilise un téléphone dédié initialement commercialisé uniquement par Motorola à un cout beaucoup plus élevé que les téléphones mobiles terrestres de l'époque (initialement 3000 US$).
Les satellites Iridium circulant sur une orbite basse, ils ne sont visibles par l'utilisateur du terminal Iridium qu'environ 7 minutes (au niveau de l'équateur où la couverture est la plus mauvaise) à 9 minutes. Lorsqu'une communication est en cours, elle est relayée par une des antennes du satellite durant en moyenne 55 secondes avant d'être prise en charge par une antenne adjacente. Lorsque le satellite sort de la ligne de vue de l'utilisateur, le relais est pris en charge par un satellite adjacent. Si aucun autre satellite n'est visible, la liaison est coupée. Ceci arrive dans 25 % des cas à l'équateur mais dans 10% des cas aux latitudes plus élevées. Pour limiter le nombre de stations (téléports) nécessaires pour assurer la connexion avec les systèmes de télécommunications terrestres, les communications sont transmises de satellite en satellite jusqu'à atteindre celui qui survole la station terrestre. Cette disposition permet de réduire à quatre le nombre de stations au sol par lesquelles transitent les communications. Lorsque la liaison est établie entre deux utilisateurs de terminaux Iridium, aucune station terrestre n'est impliquée.

## Réalisation du segment sol et déploiement des satellites
En se basant sur des projections de marché qui s'avéreront trop optimistes, Iridium parvient en 1993/1994 à lever des fonds à hauteur d'environ 5 milliards d'US$ pour financer son projet. On se situe à la veille d'une période d'euphorie économique qui va toucher en particulier le secteur des télécommunications. Trois contrats sont passés pour construire le système : un premier contrat d'un montant de 3,45 milliards US$ pour le segment spatial, un contrat (montant compris entre 1,8 et 2,89 milliards US$) pour la gestion et la maintenance sur une période de 5 ans, et un contrat pour la réalisation des installations au sol et le développement des logiciels. La construction des satellites est confiée à Lockheed Martin qui adopte pour la première fois dans l'industrie spatiale les techniques de construction de masse avec, en période de pointe, un satellite produit tous les 4,5 jours. Le lancement des satellites débute en 1997. Plusieurs types de lanceurs sont utilisés : Proton (trois vols avec à chaque fois sept satellites), Delta II (10 vols emportant cinq satellites), Longue Marche 2C (six vols avec deux satellites), Rokot (un vol avec deux satellites). 72 satellites sont lancés en un peu plus d'un an, ce qui constitue une cadence de lancement record. En tout, 95 satellites sont lancés, le dernier l'étant le 20 juin 2002, sans aucun échec.
| Date lancement    | Lanceur            | Base de lancement | Identifiant Cospar  | Satellite                             | Statut |
| ----------------- | ------------------ | ----------------- | ------------------- | ------------------------------------- | ------ |
| 5 mai 1997        | Delta II 7920-10C  | Vandenberg        | 1997-020A           | Iridium 4, 5 ,6, 7 et 8               |        |
| 18 juin 1997      | Proton-K bloc DM-2 | Baïkonour         | 1997-030A           | Iridium 9, 10 , 11, 12, 13, 14 et 16  |        |
| 9 juillet 1997    | Delta II 7920-10C  | Vandenberg        | 1997-034A           | Iridium 15, 17 ,18, 20 et 21          |        |
| 21 aout 1997      | Delta II 7920-10C  | Vandenberg        | 1997-043A 1997-043A | Iridium 22, 23 ,24, 25 et 26          |        |
| 14 septembre 1997 | Proton-K bloc DM-2 | Baïkonour         | 1997-030A           | Iridium 27, 28 , 29, 30, 31, 32 et 33 |        |
| 27 septembre 1997 | Delta II 7920-10C  | Vandenberg        | 1997-056A           | Iridium 19, 34 ,35, 36 et 37          |        |
| 9 novembre 1997   | Delta II 7920-10C  | Vandenberg        | 1997-069D           | Iridium 38,39,40,41 et 43             |        |
| 8 décembre 1997   | Longue Marche 2C   | Taiyuan           | 1997-077A           | Iridium 42 et 44                      |        |
| 20 décembre 1997  | Delta II 7920-10C  | Vandenberg        | 1997-082A           | Iridium 45,46,47,48 et 49             |        |
| 18 février 1998   | Delta II 7920-10C  | Vandenberg        | 1998-010A           | Iridium 50,52,53,54 et 56             |        |
| 25 mars 1998      | Longue Marche 2C   | Taiyuan           | 1998-018A           | Iridium 51 et 61                      |        |
| 30 mars 1998      | Delta II 7920-10C  | Vandenberg        | 1998-019A           | Iridium 55,57,58,59 et 60             |        |
| 7 avril 1998      | Proton-K bloc DM-2 | Baïkonour         | 1998-021A           | Iridium 62,63,64,65,66,67 et 68       |        |
| 2 mai 1998        | Longue Marche 2C   | Taiyuan           | 1998-026A           | Iridium 69 et 71                      |        |
| 17 mai 1998       | Delta II 7920-10C  | Vandenberg        | 1998-032A           | Iridium 70, 72,73,74 et 75            |        |
| 19 aout 1998      | Longue Marche 2C   | Taiyuan           | 1998-048A           | Iridium 76 et 78                      |        |
| 8 septembre 1998  | Delta II 7920-10C  | Vandenberg        | 1998-051A           | Iridium 77, 79,80, 81 et 82           |        |
| 6 novembre 1998   | Delta II 7920-10C  | Vandenberg        | 1998-066A           | Iridium 83,84,85,86 et 87             |        |
| 19 décembre 1998  | Longue Marche 2C   | Taiyuan           | 1998-074A           | Iridium 88 et 89                      |        |
| 11 juin 1999      | Longue Marche 2C   | Taiyuan           | 1999-032A           | Iridium 92 et 93                      |        |
| 11 février 2002   | Delta II 7920-10C  | Vandenberg        | 2002-005A           | Iridium 90,91,94,95 et 96             |        |
| 20 juin 2002      | Rokot              | Plessetsk         | 2002-031A           | Iridium 97 et 98                      |        |

### Faillite de 1999
La mise en service commence le 1er novembre 1998 après le lancement de 78 satellites. L'étude de marché réalisée par Motorola au début des années 1990 table sur une clientèle potentielle d'un million d'utilisateurs provenant de secteurs spécifiques (armée, chercheurs) et des entreprises, auxquels s'ajoutent environ 5 millions de voyageurs professionnels. Pour atteindre son seuil de rentabilité, Iridium doit disposer de 500 000 à 600 000 utilisateurs. Mais la rapide extension des zones couvertes par les réseaux de téléphonie mobile terrestre ainsi que la création de la norme GSM par l'Europe viennent réduire la clientèle potentielle des mobiles Iridium. Le nombre de clients qui devait atteindre plus de 0,5 million fin 1999 atteint tout juste 55 000 à cette date, ce qui met rapidement la société Iridium en difficulté financière, la vente des terminaux et des abonnements ne compensant pas l'énorme coût des lancements et de l'exploitation. Le 17 mars 2000, la société est placée en faillite. La dette se monte à 4,4 milliards US$. Les pertes sont prises en charge par Motorola à hauteur de 2,2 milliards US$, le solde se répartit entre les banques, les sociétés partenaires et les actionnaires privés. Pour éviter de maintenir en opérations la constellation de satellites, on envisage au printemps 2000 de les désorbiter.

### Reprise de l'activité (2000-)
En novembre 2000, une nouvelle société est créée, baptisée Iridium Satellite, qui reprend l'ensemble des actifs pour une somme de 35 millions US$. Le département de la Défense américain souscrit un contrat d'abonnement de 2 ans pour 100 millions US$. Libérée de son endettement, la nouvelle société n'a plus besoin que de 60 000 abonnés pour équilibrer ses comptes. Début 2007, la société compte 169 000 abonnés. En 2009, Mattheew Desch, le PDG de la société, réussit à lever 200 M$ sur les marchés financiers, ce qui permit de passer commande d'une nouvelle constellation de satellites Iridium Next destinée à remplacer des satellites arrivés en fin de vie. La constellation actuelle de 66 satellites devrait rester en partie opérationnelle jusqu'à l'horizon 2020. Depuis la mise en place de la constellation, seule une dizaine de satellites sont tombés en panne alors que leur durée de vie n'était que de 8 ans (chiffre fin 2014). Les nouveaux satellites, qui offrent une bande passante plus importante et sont compatibles avec le système existant devraient être déployés progressivement à compter de mi 2016.
Au 31 décembre 2015, le chiffre d'affaires de la société Iridium atteint 411 millions US$ pour 782 000 abonnés, en augmentation de 6 % par rapport à l'année précédente. 51 % de ces abonnements concernent des liaisons machine to machine (M2M : échanges automatiques de données entre machines distantes). La facturation moyenne est de 42 US$ pour les abonnés voix et données et de 14 US$ pour le M2M. Le nombre d'abonnés relevant de services gouvernementaux est de 72 000 au 31 décembre 2015.

### Iridium face à la concurrence
En 2016, le segment des utilisateurs visé par Iridium est sollicité par trois offres concurrentes qui fournissent un service de téléphonie par satellite :
- Globalstar repose comme Iridium sur une constellation de satellites circulant en orbite basse. Mais leur orbite n'est pas polaire (inclinaison à 52°) ce qui permet d'assurer une couverture plus dense avec un nombre de satellites plus réduit (48 au lieu de 66). La contrepartie est que la couverture des latitudes hautes (au-delà de 70°) n'est pas assurée[11].
- Inmarsat repose sur une constellation de 4 satellites placés en orbite géostationnaire. Inmarsat est à l'origine spécialisé dans la transmission de données entre les navires et la Terre. Depuis le début des années 2010, la société s'est lancée dans une offre de téléphonie par satellite très concurrentielle. La couverture des latitudes hautes n'est pas assurée.
- Thuraya repose également sur des satellites de télécommunications en orbite géostationnaire mais l'Amérique n'est pas couverte.

## Description générale

### Installations au sol

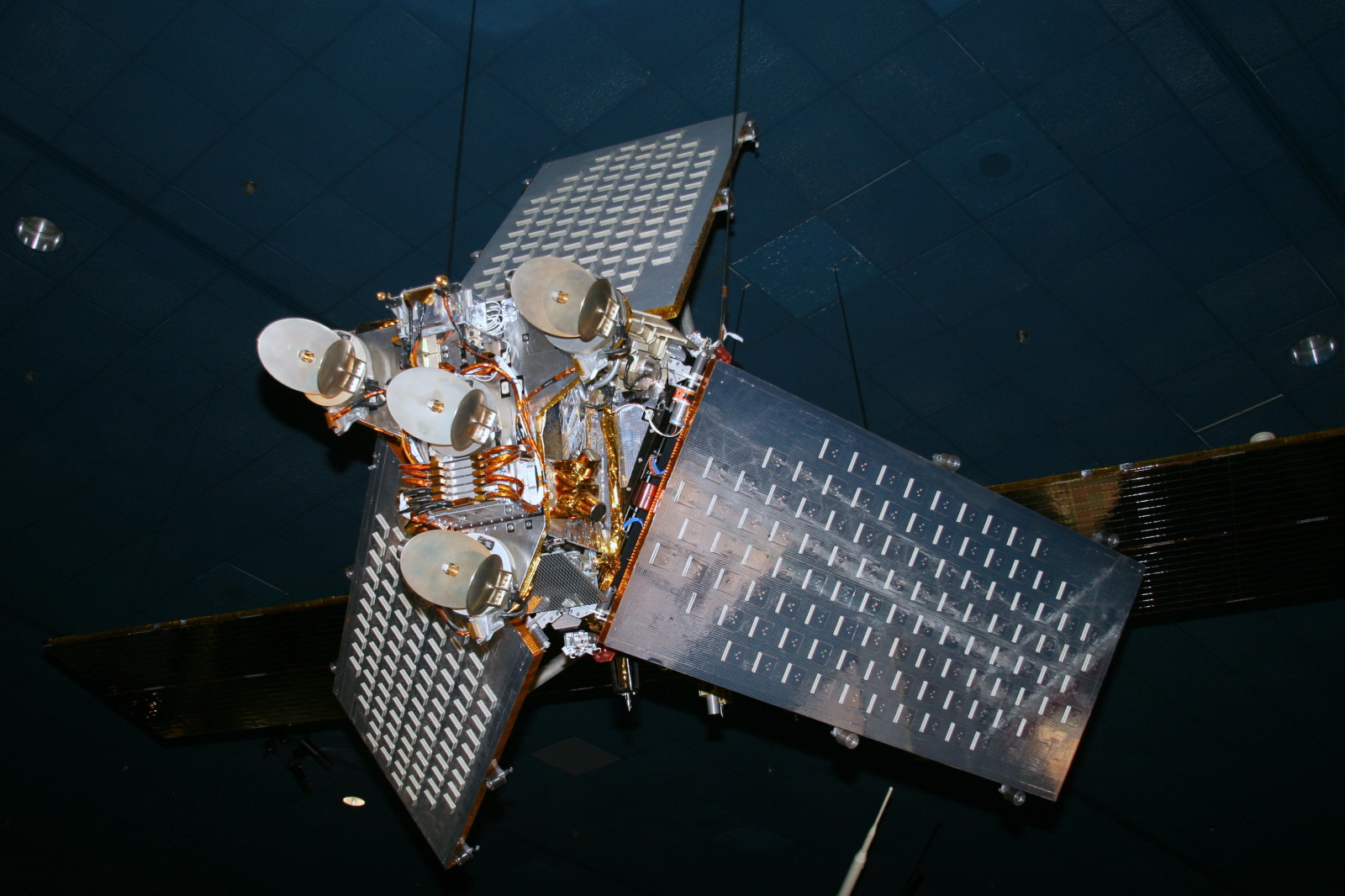
Satellite Iridium première génération.

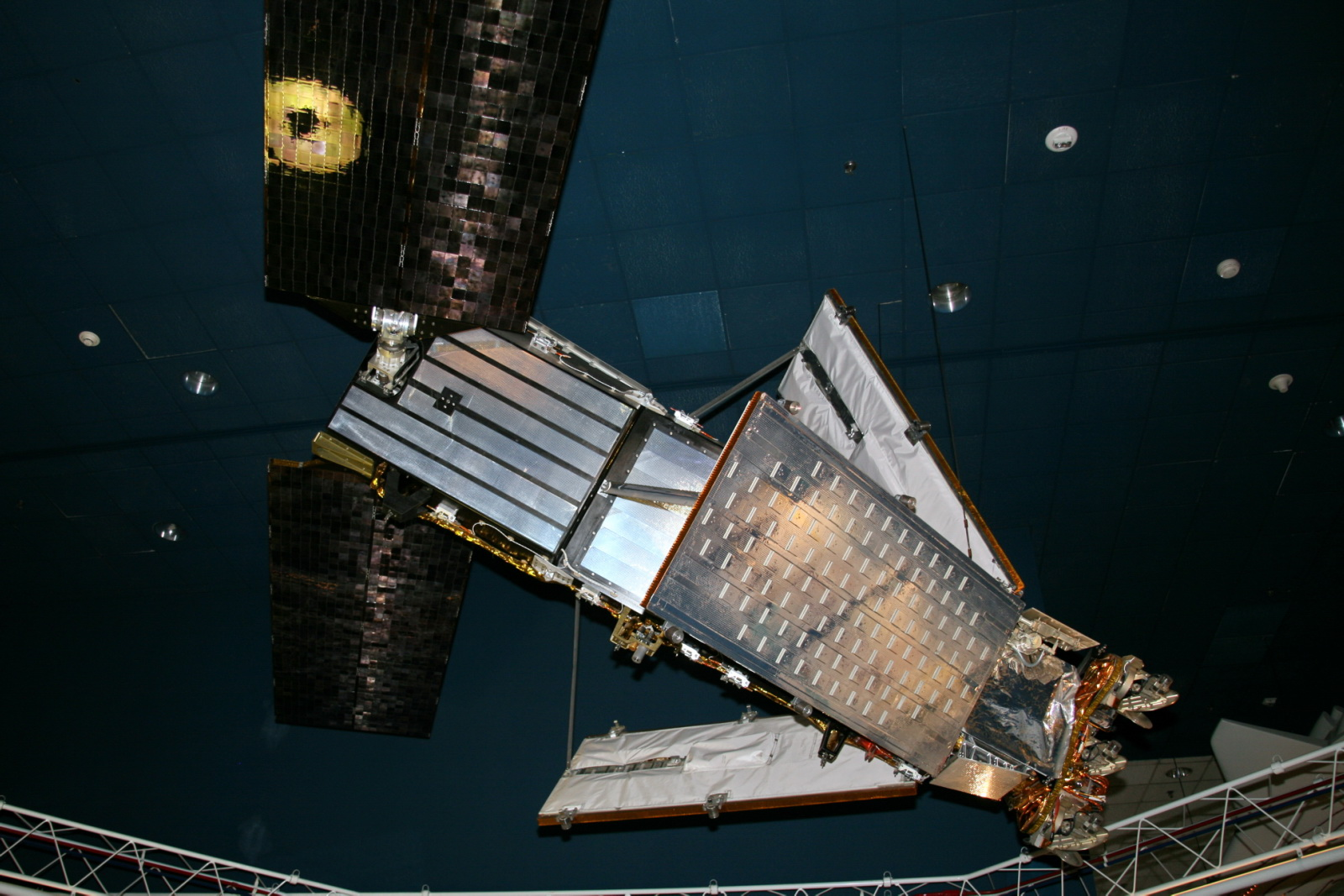
Satellite Iridium première génération.

Une particularité du système est la communication entre satellites des messages à acheminer, contrairement au système Globalstar, par exemple, ce qui permet une couverture mondiale avec un minimum de stations au sol. Deux stations de communication et de contrôle assurent le lien avec les satellites et les systèmes de télécommunications terrestres. L'une d'elles située à Hawaii est dédiée entièrement aux communications militaires, l'autre située à Tempe, Arizona sert aux communications civiles mais est également le centre de contrôle de l'ensemble de la constellation. Il existait une dizaine de téléports construits — Pune en Inde, Pékin en Chine, Taipei à Taïwan, Jeddah en Arabie Saoudite, Rio de Janeiro au Brésil, Moscou en Russie, Nagano au Japon et Séoul en Corée — pour assurer la liaison avec les satellites. Ils ont été fermés à la suite de la faillite de 1999. Iridium utilise des canaux numériques à débit fixe, et des vocodeurs à forte compression pour la transmission de parole. Une liaison téléphonique par Iridium se reconnaît à la distorsion caractéristique du vocodeur, ainsi qu'aux temps de latence dus aux relais entre satellites.

### Segment spatial
La constellation initialement prévue de 77 satellites a été réduite à 66 actifs dès 1992 par suppression d'un plan orbite, (et des satellites de rechange en orbite et sur terre). Elle permet d'être en communication avec au moins un satellite sur toute la terre à un moment quelconque. 

#### Première génération
La première génération des satellites Iridium est construite par Lockheed Martin en utilisant une plateforme spécifique, la LM-700. Le satellite a une masse de 670 kg au lancement et de 550 kg en orbite. Il est haut de 4,3 mètres avec une envergure de 7,3 mètres lorsque les panneaux solaires sont déployés. Il est stabilisé 3 axes et dispose d'un système de propulsion à ergols liquides utilisant de l'hydrazine. Deux panneaux solaires avec un degré de liberté fournissent 1200 watts en fin de vie. Les communications avec les mobiles au sol se font en bande L avec un débit de 4,8 kilobits par seconde pour la voix  et de 2,4 kb/s pour les données. La liaison avec les mobiles est assurée par 48 antennes réseau à commande de phase réparties sur 3 panneaux inclinés par rapport à l'axe du satellite. Le faisceau de chaque antenne couvre une surface au sol de 600 km de diamètre et permet de gérer 80 liaisons individuelles. Les liaisons entre satellites adjacents sont réalisées en bande Ka par le biais de 3 antennes. Le satellite est conçu pour une durée de vie de 8 ans.
Les panneaux supportant les antennes, dont la surface totale atteint 4,8 m2, sont recouverts d'un matériau particulièrement réfléchissant constitué par de l'aluminium recouvert d'une couche de téflon et d'argent. Lorsque le Soleil se présente sous un angle spécifique, sa lumière est renvoyée vers la Terre avec une magnitude qui atteint -8 (pour référence la pleine Lune a une magnitude de -12,7 et l'œil humain peut percevoir une magnitude de +6). Ces phénomènes particulièrement lumineux visibles depuis la surface de la Terre sont appelés flash Iridium.

#### Deuxième génération: les satellites Iridium Next
En 2007, la société Iridium  Satellite LLC annonce qu'elle va passer commande d'une nouvelle génération de satellites baptisés Iridium Next pour remplacer la constellation déployée entre 1997 et 2002 qui a largement dépassé la durée de vie prévue (8 ans). 81 satellites sont commandés à la société Thales Alenia Space : 66 pour former la nouvelle constellation, 6 satellites de rechange en orbite et 9 satellites prêts à être lancés et stockés au sol. Les satellites ont une masse d'environ 860 kg et une durée de vie prévue de 15 ans, soit le double de la génération précédente. Chaque satellite peut emporter une charge utile secondaire de 50 kg. Cette dernière peut être fournie par des instituts de recherches ou des agences gouvernementales. Les autres caractéristiques des satellites et leurs orbites sont proches de celles de la première génération. La constellation a été déployée de 2017 à 2020. SpaceX a été chargé de lancer tous les satellites. Tous les lancements d'Iridium NEXT ont été effectués à l'aide d'une fusée Falcon 9 lancée depuis la base de Vandenberg en Californie. 
La constellation de satellites existante reste opérationnelle jusqu'à ce qu'Iridium NEXT soit pleinement opérationnelle, de nombreux satellites devant rester en service jusque dans les années 2020. Les satellites NEXT disposent d'une bande passante améliorée. Les nouveaux satellites sont rétrocompatibles avec les anciens systèmes. 

## Terminaux

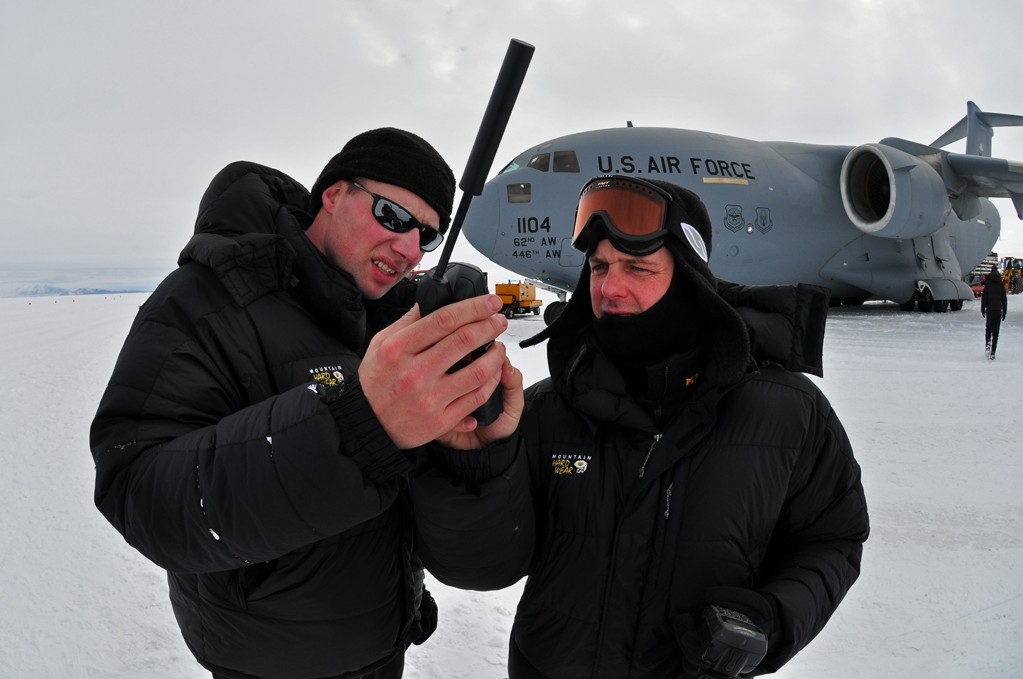
Utilisation d'un téléphone Iridium en Antarctique

Plusieurs types de terminaux sont commercialisés, les plus simples ressemblent à un téléphone portable "lourd", d'autres à une valise avec PC pour l'accès à internet bas débit.
Les principaux  modèles portables commercialisés depuis la création sont les suivants :
- Motorola 9505& (1999-2002) : c'est le premier modèle de terminal commercialisé par Motorola. Il dispose d'une interface RS-232 avec une connexion propriétaire.
- Iridium 9505A (2002-2008) : modèle commercialisé par la société créée après la faillite de 1999. Ses caractéristiques sont très proches du modèle d'origine.
- Kyocera SS-66K (1998-1999) : ce modèle construit par le fabricant japonais Kyocera a été très peu diffusé.
- Iridium 9555 : ce modèle commercialisé depuis fin 2008 comporte une interface USB et un kit mains libres.
- Iridium Extreme (9575) : modèle lancé en septembre 2011 et adapté aux conditions extrêmes.
- Thorium X: tablette durcie commercialisée par CLS, résistante à toutes les conditions et munie d'une connectivité satellitaire Iridium[15]

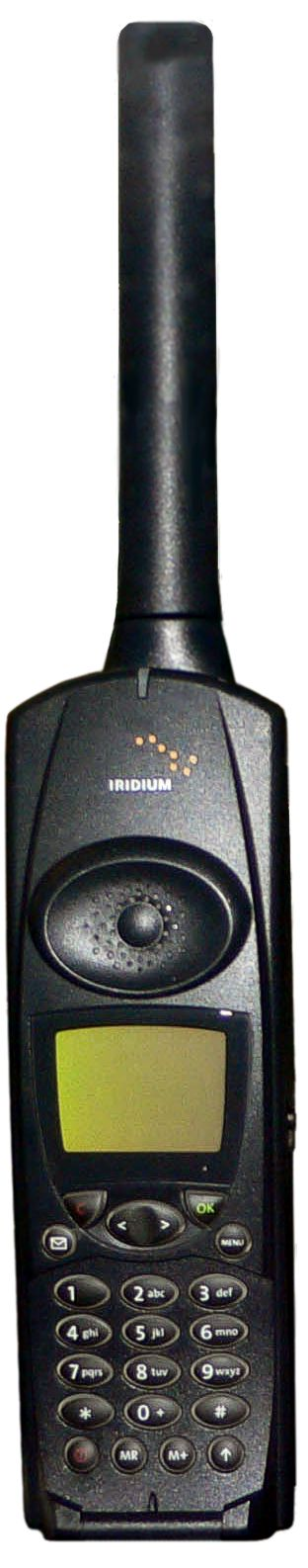
Motorola 9500 avec l'antenne rentrée
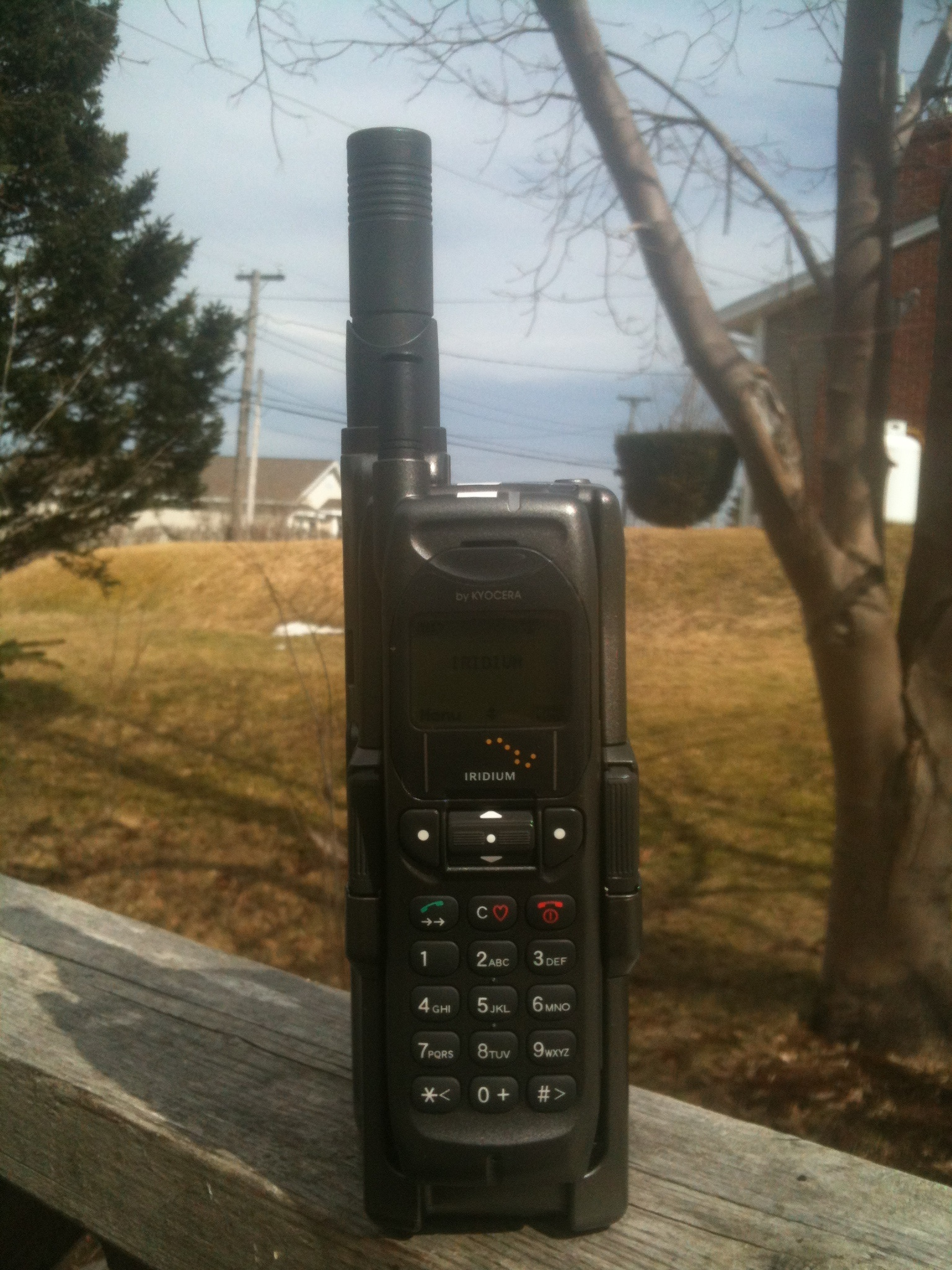
Kyocera KI-G100
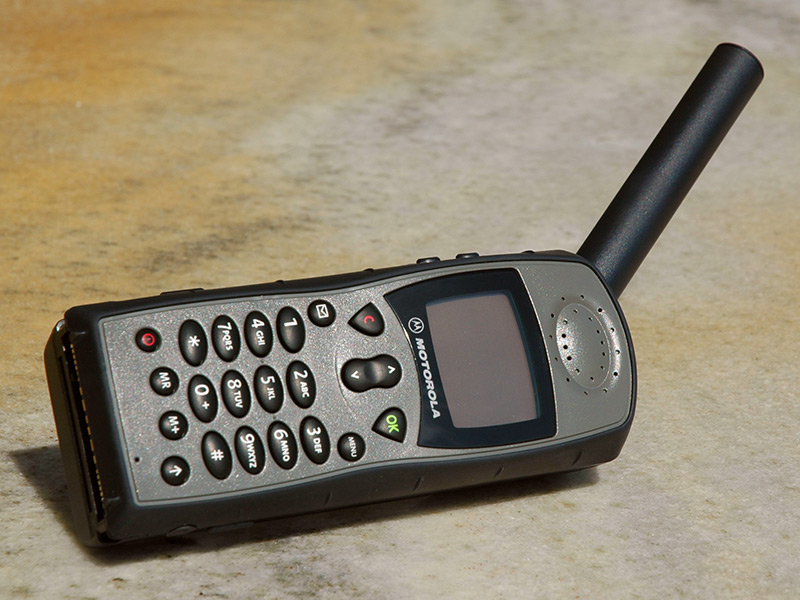
Iridium 9505
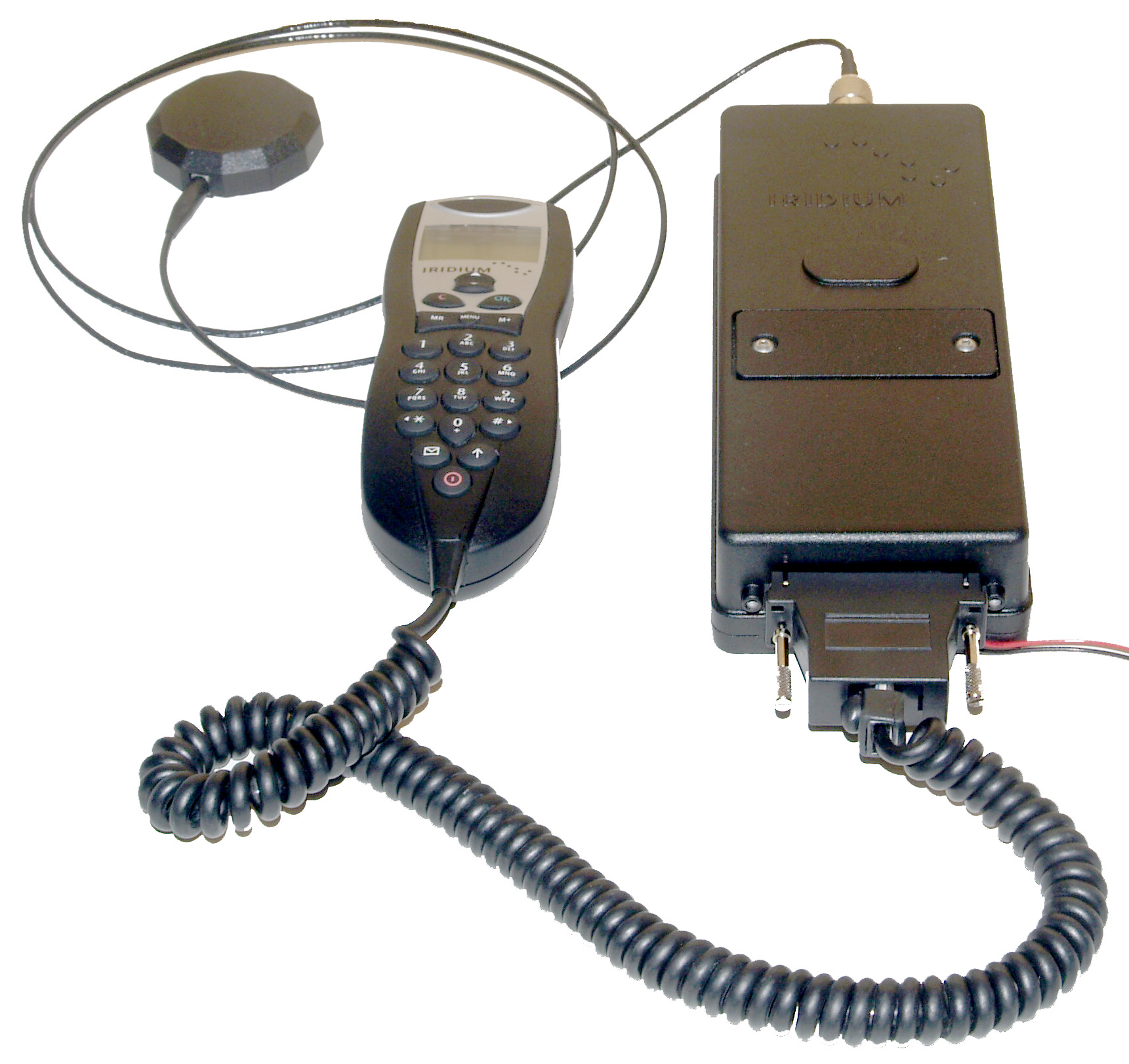
Iridium 9522A avec un émetteur-récepteur
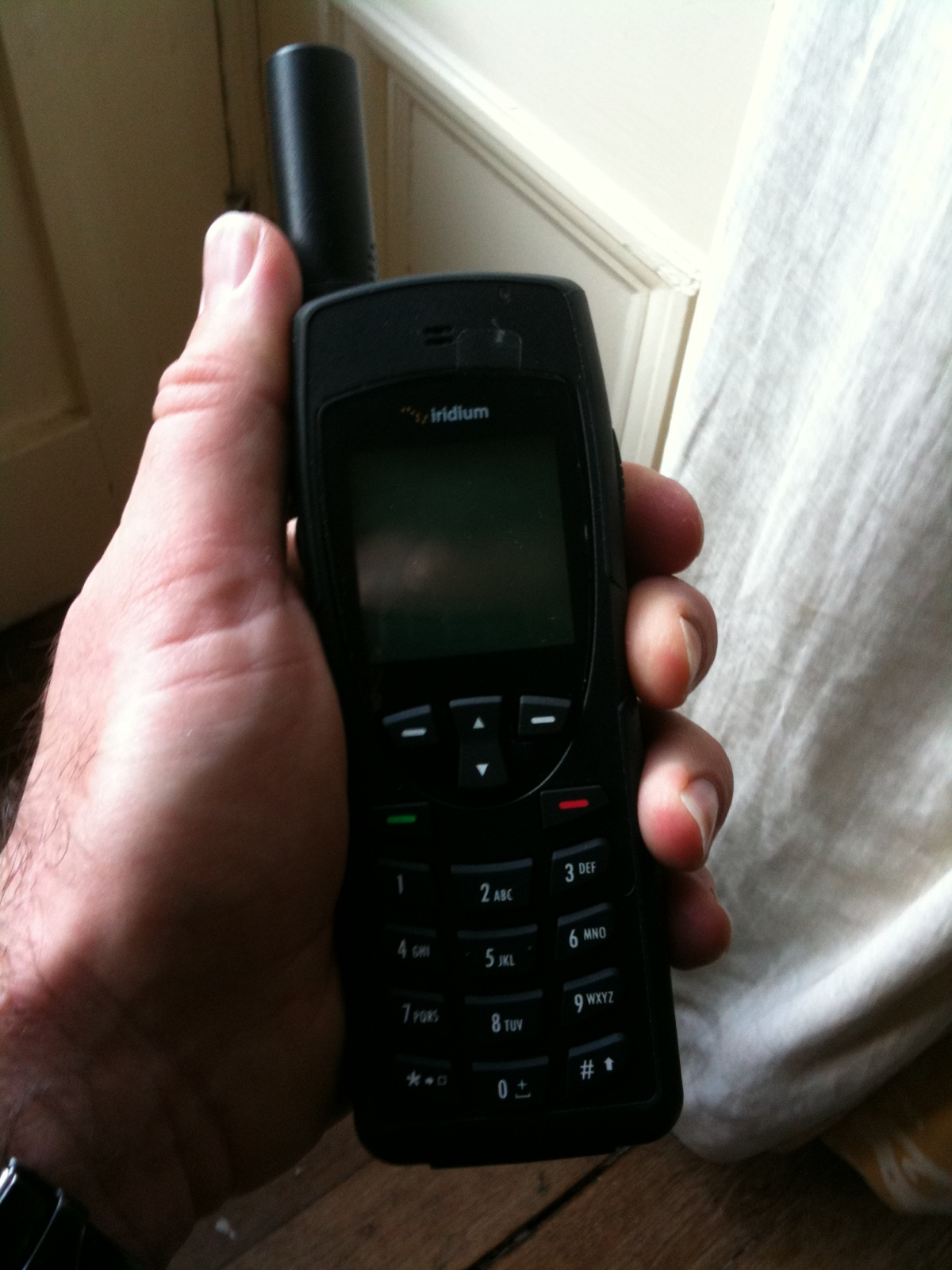
Iridium 9555
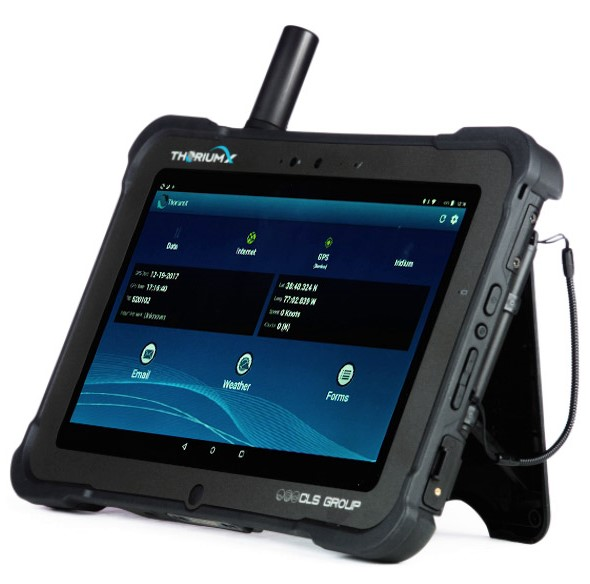
Tablette Thorium X Iridium

## Services

### Utilisation maritime

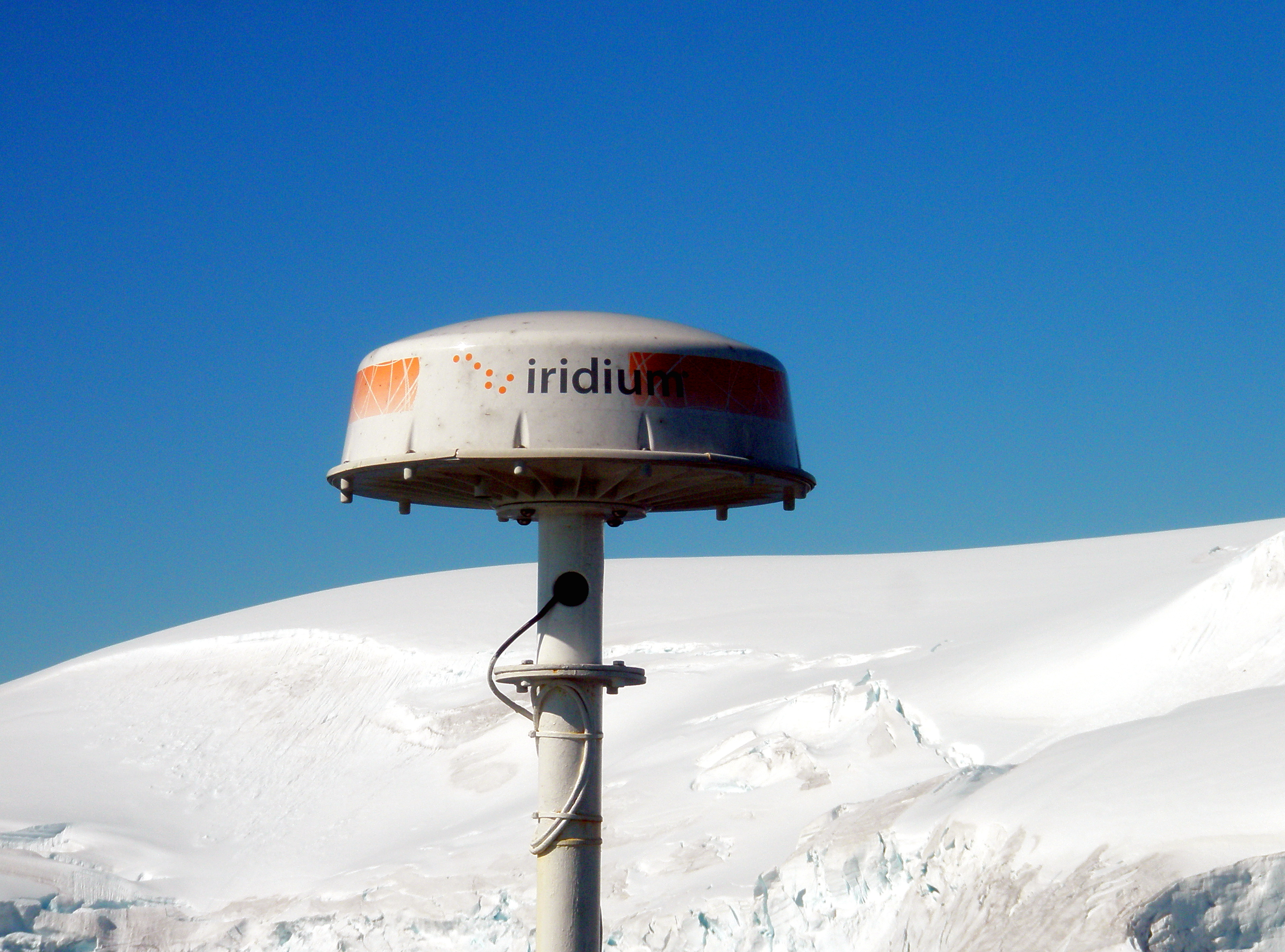
Antenne Iridium installée à bord d'un navire naviguant sous les latitudes polaires.

Des terminaux Iridium de coût similaire à une BLU marine, et des prestataires de service dédiés aux navigateurs, en particulier phonie et accès internet bas débit, en font aujourd'hui une alternative à Inmarsat. Un avantage d'Iridium est la couverture des zones polaires, impossible à partir d'un système utilisant des satellites géostationnaires comme Inmarsat.

## Collision de l'Iridium-33 et Cosmos-2251 (2009)
Le 10 février 2009 à 16 heures 55 (UT), à 800 km au-dessus de la Sibérie, le satellite Iridium-33 est entré en collision avec le satellite russe Cosmos-2251, générant de nombreux débris spatiaux,,.
Pourtant, la probabilité d'une telle rencontre brutale est extrêmement faible d'après les spécialistes de Thales Alenia Space, premier constructeur européen de satellites.